# Mandal (plaats)
Mandal is een plaats in de gemeente Lindesnes. Tot 2020 was het de hoofdplaats van de gelijknamige Noorse gemeente Mandal in de toenmalige fylke Vest-Agder. Bij de herindeling in dat jaar werd Mandal samen met Marnardal samengevoegd met Lindesnes, waarbij de nieuwe gemeente de naam Lindesnes koos. Tegelijkertijd verdween Vest-Agder als provincie. Mandal telt 10.372 inwoners (2007) en heeft een oppervlakte van 6,72 km².

## Geboren in Mandal
- Ole-Johan Dahl (12 oktober 1931 - 29 juni 2002), informaticus
- Adolph Tidemand (1814 - 1876), kunstschilder
- Søren Wærenskjold (12 maart 2000), wielrenner